# Ted Lindsay
Ted Lindsay, właśc. Robert Blake Theodore Lindsay (ur. 29 lipca 1925 w Renfrew, zm. 3 marca 2019 w Oakland) – kanadyjski profesjonalny napastnik w hokeju na lodzie. Karierę w NHL spędził w klubach Detroit Red Wings i Chicago Blackhawks. Był jednym z założycieli NHL Players' Association (Stowarzyszenie graczy NHL). W całej karierze zdobył ponad 800 punktów, był laureatem Art Ross Trophy w 1950 roku i czterokrotnie sięgał po Puchar Stanleya.

## Kariera zawodnicza
Ojciec Teda Lindsaya, Bert, zajmował się utrzymywaniem dobrego stanu technicznego lodowisk, lecz był też bramkarzem w niższych ligach i to właśnie on zachęcał syna do wybrania kariery sportowca. Ted zaczynał ją w Kirkland Lake w Ontario, skąd przeniósł się do St. Michael's Majors w Toronto. W 1994 oku grał w drużynie zdobywców Memorial Cup Oshawa Generals.
Dobre występy w lidze Ontario Hockey Association Junior A (obecnie Ontario Hockey League) spowodowały, że Lindsay został zaproszony przez Detroit Red Wings z NHL na obóz i po pozytywnych wynikach Lindsay zadebiutował w NHL w 1944 roku, mając wtedy 19 lat.
Lindsay nie błyszczał przez dwa pierwsze sezony w Skrzydłach, lecz w sezonie 1946/47 został połączony z Sidem Abelem i Gordiem Howe'em w linii, która została nazwana "Production Line", czyli "Linia Produkcyjna". Ci trzej zawodnicy osiągnęli w 1950 roku coś, czego nie udało się nikomu od tamtej pory – zajęli pierwsze trzy miejsca w lidze pod względem skuteczności a czołowe miejsce zajął Lindsay i sięgnął po Art Ross Trophy z 78 oczkami. Red Wings zdobyli też wtedy Puchar Stanleya. Lindsay stał się jednym z najlepszych graczy ligi i, mimo małej postury, otrzymał pseudonim "Terrible Ted" ("Straszny Ted") ze względu na ostrą i zawziętą grę.
Przez kolejne siedem lat w Detroit Lindsay doprowadził zespół do trzech kolejnych zwycięstw w lidze a w marcu 1957 roku znalazł się razem z Howe'em na okładce magazynu "Sports Illustrated".

### Związek zawodowy
W tym samym roku był powodem spięć z właścicielami drużyn kiedy razem z Dougiem Harveyem z Montreal Canadiens poprowadził małą grupkę zawodników, mającą na celu stworzenie pierwszego Stowarzyszenia Graczy NHL. W tamtych czasach właściciele byli nimi w dosłownym znaczeniu tego słowa – zawodnicy byli generalnie związani z danym klubem przez całą karierę. Lindsey i reszta graczy zażądali takich podstawowych świadczeń jak minimalna płaca i dobrze zorganizowany plan emerytalny. Podczas gdy właściciele zarabiali krocie na sprzedaży biletów, zawodnicy grali za prawie żadne pieniądze i byli często zmuszeni podejmować się różnych dorywczych prac aby związać koniec z końcem. Prawie wszyscy zawodnicy mieli tylko średnie wykształcenie i parali się zawodowo hokejem całe życie. Nie mieli więc żadnych wizji przyszłości po zakończeniu kariery. Supergwiazdy w latach 50. zarabiały mniej niż 25 tysięcy dolarów rocznie, co nie wystarczało na godne życie po zakończeniu kariery.

### Transfer do Chicago
Lindsay bardzo aktywnie pracował nad projektem związku a wielu z jego kolegów, popierających ten plan, zostawało degradowanych do niższych lig lub po prostu nie pozwalano im grać. Ted, jako jeden z najlepszych graczy NHL, został, jako forma represji, odesłany do Chicago Blackhawks. Drużyna ta odwiecznie zajmowała ostatnie miejsca w lidze. Lindsay grał tam trzy lata, nie osiągając niczego szczególnego, zdobywając 39, 58 i 28 punktów w kolejnych sezonach. Wystąpił też w dziesięciu meczach playoff, lecz nie doprowadził Jastrzębi do żadnego sukcesu. W roku 1960 zakończył karierę zawodniczą po raz pierwszy.

### Koniec kariery i spuścizna
Cztery lata później, Sid Abel, były kolega z zespołu, w tym czasie trener i generalny menadżer Red Wings, zaproponował 39-letniemu Lindsayowi powrót do gry. Ted zagrał jeden sezon, pomagając Wings wygrać sezon zasadniczy z 87 punktami. W pierwszej rundzie (a zarazem w półfinale) playoff odpadli jednak z Blackhawks w siedmiu meczach.
Red Wings nie mieli wystarczająco dużo miejsca w składzie, aby ochronić Lindsaya od draftu międzyligowego w 1965 roku. Ted bardzo chciał jednak zakończyć karierę w Detroit. Razem z Abelem postanowili "ukryć" Lindsaya na liście zawodników, którzy zakończyli karierę na sezon 1965/66 aby mógł powrócić sezon później. Toronto Maple Leafs zaprotestowali jednak w tej sprawie, co spowodowało, że Lindsay nie wrócił już na lodowiska. W 1977 Ted Lindsay został generalnym menadżerem Red Wings, którzy w tym okresie mieli duże problemy, żeby chociaż dostać się do playoff. Udało mu się jednak odwrócić los i został wybrany najlepszym działaczem ligi tego roku. W sezonie 1980/81 zasiadł też za ławką trenerską Skrzydeł. W 20 spotkaniach wygrał tylko trzykrotnie a przegrał 14 meczów.
W 1068 meczach sezonu zasadniczego Lindsay zdobył 379 bramek i 472 asysty, co daje mu 851 punktów. Zagrał w 133 meczach playoff, gdzie zanotował na koncie 47 bramek i 96 punktów. Ośmiokrotnie był wybierany do Pierwszej Drużyny Gwiazd NHL a raz do Drugiej Drużyny Gwiazd. W 1966 roku został przyjęty do Galerii Sław Hokeja. 10 listopada 1991 roku Detroit Red Wings uhonorowali jego zasługi dla zespołu, zastrzegając jego numer 7. W 1998 roku uplasował się na 21. miejscu listy 100 Największych Hokeistów, zaproponowanej przez magazyn "The Hockey News".

## Statystyki
| 1944-45    | Detroit Red Wings  | NHL        | 45   | 17  | 6   | 23  | 43   | 14  | 2  | 0  | 2  | 6   |
| 1945-46    | Detroit Red Wings  | NHL        | 47   | 7   | 10  | 17  | 14   | 5   | 0  | 1  | 1  | 0   |
| 1946-47    | Detroit Red Wings  | NHL        | 59   | 27  | 15  | 42  | 57   | 5   | 2  | 2  | 4  | 10  |
| 1947-48    | Detroit Red Wings  | NHL        | 60   | 33  | 19  | 52  | 95   | 10  | 3  | 1  | 4  | 6   |
| 1948-49    | Detroit Red Wings  | NHL        | 50   | 26  | 28  | 54  | 97   | 11  | 2  | 6  | 8  | 31  |
| 1949-50    | Detroit Red Wings  | NHL        | 69   | 23  | 55  | 78  | 141  | 13  | 4  | 4  | 8  | 16  |
| 1950-51    | Detroit Red Wings  | NHL        | 67   | 24  | 35  | 59  | 110  | 6   | 0  | 1  | 1  | 8   |
| 1951-52    | Detroit Red Wings  | NHL        | 70   | 30  | 39  | 69  | 123  | 8   | 5  | 2  | 7  | 8   |
| 1952-53    | Detroit Red Wings  | NHL        | 70   | 32  | 39  | 71  | 111  | 6   | 4  | 4  | 8  | 6   |
| 1953-54    | Detroit Red Wings  | NHL        | 70   | 26  | 36  | 62  | 110  | 12  | 4  | 4  | 8  | 14  |
| 1954-55    | Detroit Red Wings  | NHL        | 49   | 19  | 19  | 38  | 85   | 11  | 7  | 12 | 19 | 12  |
| 1955-56    | Detroit Red Wings  | NHL        | 67   | 27  | 23  | 50  | 161  | 10  | 6  | 3  | 9  | 22  |
| 1956-57    | Detroit Red Wings  | NHL        | 70   | 30  | 55  | 85  | 103  | 5   | 2  | 4  | 6  | 8   |
| 1957-58    | Chicago Blackhawks | NHL        | 68   | 15  | 24  | 85  | 39   | 110 | –  | –  | –  | –   |
| 1958-59    | Chicago Blackhawks | NHL        | 70   | 22  | 36  | 58  | 184  | 6   | 2  | 4  | 6  | 13  |
| 1959-60    | Chicago Blackhawks | NHL        | 68   | 7   | 19  | 26  | 91   | 4   | 1  | 1  | 2  | 0   |
| 1964-65    | Detroit Red Wings  | NHL        | 69   | 14  | 14  | 28  | 173  | 7   | 3  | 0  | 3  | 34  |
| NHL Ogółem | NHL Ogółem         | NHL Ogółem | 1068 | 379 | 472 | 851 | 1808 | 133 | 47 | 49 | 96 | 194 |

## Wyróżnienia
- 2008 – Lester Patrick Trophy

## Upamiętnienie
- Ted Lindsay Award – nagroda indywidualna w lidze NHL, od 2010 nosząca imię i nazwisko Teda Lindsaya[2].